# Unión Patriótica de Cuba
La Unión Patriótica de Cuba (UNPACU) es una organización disidente cubana, descrita como "el mayor grupo de la oposición cubana" por el Departamento de Estado de los Estados Unidos, y aglutina a una gran cantidad de disidentes en Cuba. Fue creada el 24 de agosto de 2011 por José Daniel Ferrer García, tras dejar de ser militante del Movimiento Cristiano Liberación. Se ha definido a sí misma como una organización civil que aboga por la lucha pacífica pero firme en contra de cualquier represión de las libertades civiles en la isla de Cuba.

## Recepción
Es considerada como "el grupo de oposición más visible y activo", "la organización disidente más grande de la isla" y la mayor y más activa organización disidente en Cuba, desde múltiples medios de comunicación hasta recientemente por el Departamento de Estado de los Estados Unidos. Según declaraciones en rueda de prensa de Guillermo Fariñas en Madrid y la Agencia Cubanacan Press, el 12 de mayo de 2013 estaban censados 5.073 miembros activistas en Cuba adscritos a la organización, si bien no todos ellos actúan de forma pública. En julio de 2013 superó la cifra de 6.000 activistas En diciembre de 2013, la organización alcanzó la cifra de 8000 activistas afiliados. En diciembre de 2014 se le atribuye la cifra de 10 000 afiliados. Además de los afectos y miembros totales, muchos de los cuales actúan o apoyan en la clandestinidad, la cifra de activistas que actúan públicamente en las calles, más de 3000 en 25 sedes sociales y 122 células, la ofreció públicamente también la organización en una reciente rueda de prensa en Madrid que tuvo gran repercusión.
Desde sus inicios, ya en 2012, ha sido calificada por Amnistía Internacional como una organización de disidencia pacífica, definiendo en sus comienzos a la Unión Patriótica de Cuba de la siguiente manera:

AMR 25/012/2012 Cuba, 4 de abril de 2012: "La Unión Patriótica de Cuba (UNPACU) es una organización que agrupa a organizaciones de disidentes con sede principalmente en Santiago de Cuba, pero también en provincias vecinas del este del país. Su objetivo es lograr cambios democráticos en Cuba por medios no violentos. Desde su creación a mediados de 2011, sus miembros han sufrido un acoso y una intimidación constantes, incluidas detenciones arbitrarias por parte de las autoridades.

## Objetivos

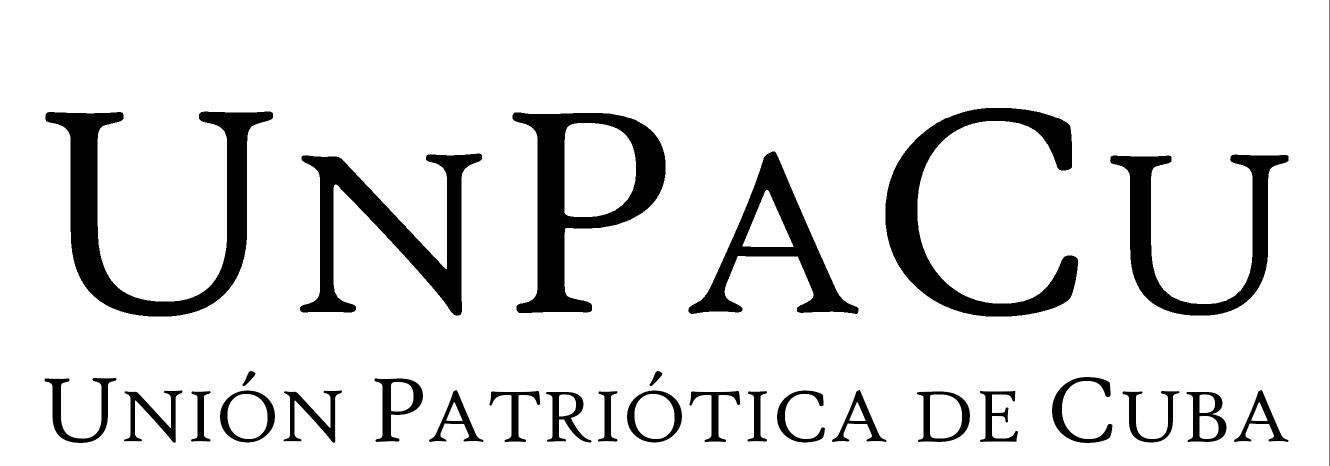
Bandera de la UNPACU

Desde su creación en 2011, esta organización se ha caracterizado por tres aspectos:
1. La publicación en Internet de cientos de vídeos de denuncias de situaciones privadas o colectivas, manifestaciones públicas en contra del gobierno de la isla, y otro tipo de denuncias sobre la demanda de carencia de libertades civiles o precariedad del estatus socioeconómico de la isla.[25]
2. Conseguir agrupar a una parte importante de la disidencia cubana interna en dicha organización, al unir a la organización de Guillermo Fariñas, FANTU, a Elizardo Sánchez y a activistas de otras organizaciones en toda la isla, incluyendo 8 de los presos de conciencia denominados "los 75" de la Primavera Negra de Cuba que optaron por permanecer en la isla.[26][27][28][29][30]
3. Protagonizar diversas huelgas de hambre que han trascendido en los medios fuera de la isla,[31][32] incluyendo la protagonizada por Wilmar Villar Mendoza, que le llevó a la muerte. Tal y como fue descrito en el informe anual 2012 de la Organización Human Rights Watch, " Wilmar Villar Mendoza, de 31 años, murió en la cárcel tras una huelga de hambre de 50 días que había iniciado en protesta por no haber recibido un juicio justo y por las condiciones inhumanas de detención. Había sido arrestado en noviembre de 2011 tras participar en una manifestación pacífica, y fue condenado a cuatro años de prisión por “desacato” en un proceso sumario durante el cual no tuvo representación letrada. Después de iniciar la huelga de hambre, fue obligado a permanecer completamente desnudo en una fría celda de aislamiento. Recién fue trasladado a un hospital pocos días antes de morir."..[33][34]
4. Protagonizar concentraciones de cientos de activistas en diferentes puntos de la isla de Cuba, especialmente en el Oriente de la isla.[35][36]

## Crecimiento y consolidación
El 27 de febrero de 2013, se comunica al mundo entero la absorción de la organización pacífica disidente FANTU, una de las más notorias en Cuba por ser la liderada por Guillermo Fariñas, Premio Sájarov del Parlamento Europeo, junto a multitud de otras entidades opositoras dentro de la isla a través de la integración de dirigentes notorios de la disidencia, así como la integración en la organización de 8 de los 12 presos de conciencia del Grupo de los 75 de la Primavera Negra de Cuba que se negaron al ofrecimiento de abandonar la isla para poder eludir la cárcel.
No obstante, Guillermo Fariñas Hernández, Félix Navarro Rodríguez, Ángel Moya Acosta, Iván Hernández Carrillo y varios otros, entre los meses de diciembre del 2014 a enero del 2015, dejaron la coalición y siguieron su actividad con sus  propias organizaciones, al existir interpretaciones diferentes frente a las nuevas relaciones de los gobiernos de Estados Unidos de América y Cuba, que fueron anunciadas el 17 de diciembre del 2014 por los presidentes Barack Obama y Raúl Castro Ruz, y que UNPACU apoyó por creer en la estrategia de Barack Obama al pensar, entre otros motivos, que así Barack Obama "desmantelaba ante los cubanos la gran mentira del enemigo exterior, algo que todos los dictadores han utilizado para lograr mantener sus dominios".

## Órganos de dirección
El organigrama de la UNPACU, según ha sido publicado en su propia página web, está conformado de la siguiente manera:
- José Daniel Ferrer
- Jorge Cervantes García
- Carlos Amel Oliva Torres
- Zaqueo Baez Guerrero
- Ovidio Martín Castellanos
- Carlos Oliva Rivery
- Katherine Mojena Hernández

UNPACU tiene representación tanto en los Estados Unidos como en la Unión Europea:
- Luis Enrique Ferrer García, Representante en el Exterior, en EE. UU.
- Javier Larrondo, Representante en la Unión Europea, en España

La UNPACU cuenta también con un Frente Juvenil cuyo Coordinador Nacional es Carlos Amel Oliva Torres y su representante en el exterior es Anyer Antonio Blanco Rodríguez, además de otros miembros de destacada trayectoria. El Frente Juvenil desarrolla campañas activas entre niños y jóvenes, encaminadas a la formación de valores cívicos, la educación en derechos humanos y espacios de deporte y recreación sana.